# قطعنامه ۳۸ شورای امنیت
قطعنامه ۳۸ شورای امنیت سازمان ملل متحد که در تاریخ ۱۷ ژانویه ۱۹۴۸ تصویب شد، دربارهٔ مسئله هند و پاکستان است. این قطعنامه طی نشست ۲۲۹ام با ۹ رای موافق، بدون رای مخالف و ۲ رای ممتنع تصویب شد. شورای امنیت از دولت‌های هند و پاکستان خواست که از هرگونه تشدید اوضاع در کشمیر خودداری کنند و از هر وسیله‌ای برای بهبود آن استفاده کنند.